# جورج فيفيان
جورج فيفيان هو لاعب رماية كندي، ولد في 4 أكتوبر 1872 في سو ساينت ماري في كندا، وتوفي في 6 أكتوبر 1936.

## وصلات خارجية
- جورج فيفيان على موقع الاتحاد الدولي (الإنجليزية)
- جورج فيفيان على موقع اللجنة الأولمبية الدولية (الإنجليزية)
- جورج فيفيان على موقع أوليمبيديا (الإنجليزية)
- جورج فيفيان على موقع اللجنة الأولمبية الكندية (الإنجليزية)